# Wolfgang Joho

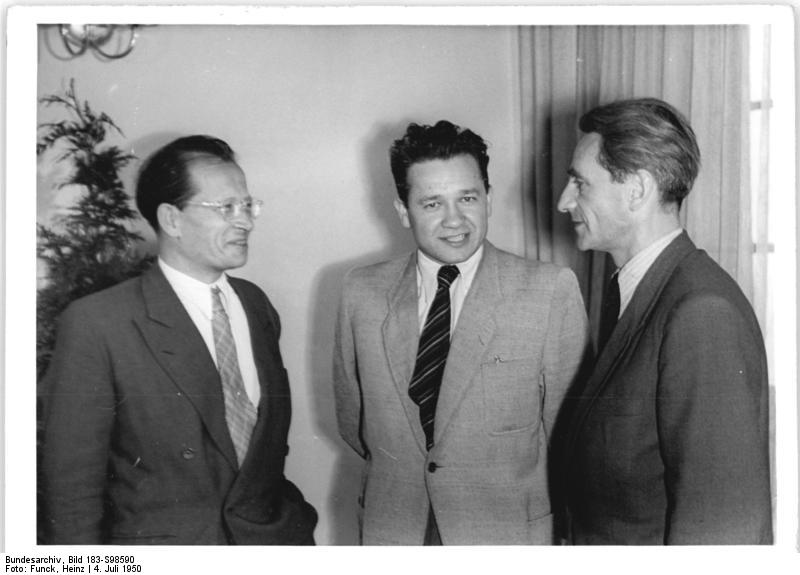
De izquierda a derecha: Wolfgang Joho, Tadeusz Borowski y Mieczysław Jastrun en el año 1950.

Wolfgang Joho (Karlsruhe, 6 de marzo de 1908-Kleinmachnow, 13 de febrero de 1991) fue un escritor alemán.

## Vida
Fue hijo del escritor y periodista Karl Joho. Tras acudir al gimnasio estudió entre los años 1926 y 1931 medicina, historia y ciencias políticas en las universidades de Friburgo, Heidelberg y Berlín. Perteneció desde 1928 al Roten Studentenbund y desde 1929 al Partido Comunista de Alemania (KPD). En 1931 consiguió el doctorado en filosofía en la universidad de Heidelberg por un trabajo sobre el socialista utópico Wilhelm Weitling. Desde 1931 hasta 1932 trabajó como voluntario en el periódico Württemberger Zeitung. Fue expulsado de la universidad en el año 1933 por «actividades comunistas». Entre 1933 y 1935 trabajó en Berlín en el Central-Büro für die Deutsche Presse.
En 1937 fue arrestado por la Gestapo por colaborar con el KPD. Estuvo tres años en penitenciarías y acabó con una inhabilitación. Entre 1940 y 1942 trabajo como empleado en un comercio. En 1943 fue reclutado por el batallón disciplinario 999 de la Wehrmacht. Fue hecho prisionero de guerra por los británicos, y después de estar recluido en Egipto y en Gran Bretaña regresó a Alemania en 1946.
Joho permaneció en la zona de ocupación soviética. Desde 1947 hasta 1954 fue redactor del semanario Sonntag. Entre 1954 y 1960 trabajó como escritor independiente en Kleinmachnow y a partir de 1960 fue redactor jefe de la revista Neue Deutsche Literatur. Fue destituido de ese puesto debido a diferencias con la dirección del Partido Socialista Unificado de Alemania (SED) por la publicación de extractos de la novela de Werner Bräunig Rummelplatz, lo que provocó que volviera a establecerse como escritor independiente en Kleinmachnow.
Publicó novelas, cuentos y ensayos donde trataba principalmente de la evolución de humanistas e intelectuales burgueses a comunistas y antifascistas. Fue miembro del SED y de la Schriftstellerverband der DDR.

## Distinciones
- 1958: Premio Theodor Fontane
- 1962: Nationalpreis der DDR
- 1965: Medalla Johannes R. Becher (oro)
- 1969: Premio Heinrich Mann[3]
- 1977: Vaterländischer Verdienstorden (oro)
- 1983: Nationalpreis der DDR
- 1988: Vaterländischen Verdienstorden in Gold

## Obra
- Wilhelm Weitling (1932)
- Die Hirtenflöte (1947)
- Aller Gefangenschaft Ende (1949)
- Jeanne Peyrouton (1949)
- Die Verwandlungen des Doktor Brad (1949)
- Ein Dutzend und zwei (1950)
- Der Weg aus der Einsamkeit (1953)
- Zwischen Bonn und Bodensee (1954)
- Wandlungen (1955)
- Traum von der Gerechtigkeit. Die Lebensgeschichte des Handwerksgesellen, Rebellen und Propheten Wilhelm Weitling (1956)
- Die Nacht der Erinnerung (1957)
- Die Wendemarke (1957)
- Korea trocknet die Tränen (1959)
- Es gibt kein Erbarmen (1962)
- Aufstand der Träumer (1966)
- Das Klassentreffen (1968)
- Die Kastanie (1970)
- Abschied von Parler (1972)
- Der Sohn (1974)